# Iurie Iovu
 (août 2025).
Iurie Iovu, né le 6 juillet 2002 à Chișinău, est un footballeur international moldave qui évolue au poste de défenseur central au Deportivo Alavés, en prêt du NK Istra.

## Biographie

### Carrière en club
Né à Chișinău en Moldavie, Iurie Iovu est formé par le club local du Zimbru Chișinău, avant d'intégrer le centre de formation du Cagliari Calcio en Italie.
Transféré au Venezia FC en août 2022, avant d'être prêté dans la foulée au NK Istra en Croatie,.

### Carrière en sélection
Iurie Iovu honore sa première sélection avec l'équipe nationale de Moldavie le 15 novembre 2021, lors d'un match de qualification à la Coupe du monde de football contre l'Autriche,.